# Gare des Mazes - Le Crès
Gare des Mazes - Le Crès vasútállomás Franciaországban, Le Crès településen.

## Vasútvonalak
Az állomást az alábbi vasútvonalak érintik:
- Tarascon–Sète-Ville-vasútvonal

## Kapcsolódó állomások
A vasútállomáshoz az alábbi állomások vannak a legközelebb: